# روب دوماس
روب دوماس هو لاعب هوكي الجليد كندي، ولد في 19 مارس 1969 في Spirit River, Alberta ‏ في كندا.

## وصلات خارجية
- روب دوماس على موقع دوري الهوكي الوطني (الإنجليزية)
- روب دوماس على موقع EliteProspects.com (الإنجليزية)
- روب دوماس على موقع HockeyDB.com (الإنجليزية)